# Paca (knaagdier)
De paca (Cuniculus paca) is een middelgroot knaagdier uit Latijns-Amerika.

## Kenmerken
Dit dier heeft een lengte van 60 tot 80 centimeter, een staartje van 1,5 tot 3,5 centimeter en een gewicht van 6 tot 12 kilogram. Kenmerkend voor de paca is de donkerbruine tot rode vacht met een patroon van witte vlekken en strepen in vier reeksen op elke flank. De buikzijde is gelig wit van kleur. De paca heeft een grote kop met een hoekige snuit. De poten zijn klein en stevig. Het vrouwtje heeft vier tepels.

## Leefwijze
In tegenstelling tot de verwante agoeti's is de paca een nachtdier. Overdag verblijft hij in een hol onder de grond of in een holle boom. De ingang van het hol is afgedekt met afgevallen bladeren. Plantaardig materiaal als stengels, bladeren, vruchten, noten, zaden, knollen, knoppen en bloemen vormt het voedsel van dit knaagdier. De paca is een uitstekende zwemmer en bij gevaar vlucht dit dier dan ook vaak het water in.
De paca leeft over het algemeen solitair. Een groepje paca's is meestal een vrouwtje met haar jong. Het ene jong wordt zes weken lang gezoogd.
De paca is een populair prooidier voor de indianen en verscheidene roofdieren. Doordat de dieren ook landbouwgewassen eten, wordt hij door sommige mensen als een plaagdier beschouwd.

## Verspreiding
De paca leeft van Zuid-Mexico tot Paraguay en het is een bewoner van de tropische regenwouden, in de buurt van water.